# (1040) Klumpkea
(1040) Klumpkea est un astéroïde de la ceinture principale qui a été découvert le 20 janvier 1925 par l'astronome franco-russe Benjamin Jekhowsky. Sa désignation provisoire était 1925 BD. Il tire son nom de Dorothea Klumpke, astronome qui reçut le titre de chevalier de la légion d'honneur le 22 février 1934.